# Hôtel de ville de Vannes
L'hôtel de ville de Vannes est un édifice public accueillant une partie des services municipaux de la commune française de Vannes dans le Morbihan. L'hôtel de ville, située sur la place Maurice Marchais, fut construit entre 1880 et 1886. L'autre partie des services municipaux de la commune se trouve dans le centre administratif municipal situé rue Joseph Le Brix. L'hôtel de ville fait l’objet d’une inscription au titre des monuments historiques depuis le 2 décembre 1992.

## Historique

### Construction

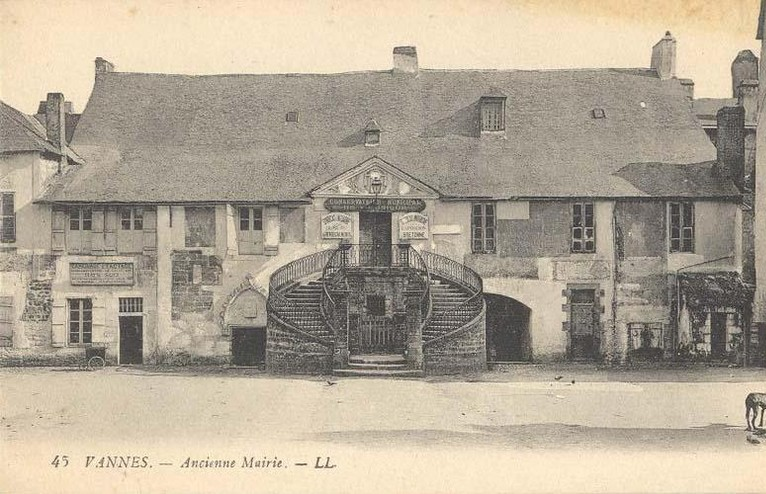
Photographie de l'ancienne mairie de Vannes aux alentours de 1900

L'hôtel de ville de Vannes fut construit afin de remplacer une vieille mairie en mauvais état et ne reflétant pas les ambitions d'une ville préfecture. Situé alors sur la place des Lices, l'ancienne mairie était un édifice typique du style breton. Sauvé de la destruction, l'escalier de l'ancienne mairie fut installé dans les années 1960 dans la cour de l'Hôtel de Limur.
L'Hôtel de ville est un projet du maire républicain Émile Burgault qui en établit les premiers fondements en 1847. Les premières mentions d'un projet de construction dans les registres des délibérations remontent à 1861. Cependant, bien qu'une commission soit créée dans le but de projeter les bases de ce projet, celui-ci sera rapidement mis en veille à cause d'autres priorités plus importantes.
Dix-sept ans plus tard le projet refait surface. Le 12 août 1878, le Conseil municipal de Vannes fixe l'emplacement de l'Hôtel de Ville sur la place Napoléon, actuelle place Maurice Marchais et ancienne place du Marché. Cet édifice voulu par les républicains après leur victoire sur les monarchistes en 1878 est le triomphe des idées républicaines.
La construction de l'Hôtel de Ville dont la première pierre fut posée le 12 décembre 1880, s'étalera sur près de six ans. Estimé à 410 937,90 Francs en juin 1880, le coût s'élèvera finalement à 793 628 Francs. Le coût élevé du projet est une des raisons de la victoire des monarchistes aux municipales de 1888, ceux-ci avaient dénoncé la folie Burgault mais visaient en réalité la République. 
L'Hôtel de Ville est inauguré le 11 juillet 1886 par le ministre des Postes Félix Granet entouré par Émile Burgault, le maire de l’époque, ainsi que le sous-secrétaire d’État à l’Intérieur, Jean Bernard, et des personnalités locales.

### Campagne de restauration
En juin 2010, le clocheton de l'hôtel de ville est séparé du reste du campanile afin de subir des réparations devenues nécessaires à la suite de la dégradation progressive que subit l'édifice depuis sa construction. Cette campagne a également pour objet la restauration de la toiture : corps central et campanile, aile sud et aile nord, éléments décoratifs en zinc et cheminées. D'une durée initiale de quatre années, la restauration partielle de l'hôtel de ville est estimée à 3 millions d'euros.

## Architecture
Bâti sur les plans de l'architecte vannetais Amand Charrier, l'Hôtel de Ville de style Renaissance italienne est une copie, à l'échelle de Vannes, de l'Hôtel de ville de Paris. Le monument est encadré par deux pavillons. Sa façade principale s'orne d'un frontispice comportant une horloge, et, au fronton, le blason de la ville. Un grand campanile à carillon le surmonte, rappel du beffroi d'autrefois. La façade est particulièrement travaillée : grands pilastres des pavillons et colonnes engagées, à chapiteaux corinthiens, frontons alternativement triangulaires et cintrés, cartouches et bustes, supports du frontispice, volutes.